# Třída Scharnhorst (1936)
Třída Scharnhorst (jinak též třída Gneisenau) byla třída bitevních křižníků (zpočátku označovaných jako bitevní lodě) německé Kriegsmarine. Celkem byly postaveny dvě jednotky této třídy. Do služby byly přijaty v letech 1938–1939. Vlivem vojenských a politických okolností vznikla plavidla, která byla sice rychlá a dobře pancéřovaná, avšak za svými protějšky zaostávala palebnou silou.
Oba bitevní křižníky byly nasazeny za druhé světové války. Často operovaly společně, včetně výpadů proti spojenecké lodní dopravě v Atlantiku. Roku 1940 se během invaze do Norska dostaly do střetu s britským bitevním křižníkem HMS Renown a v jiném střetnutí potopily britskou letadlovou loď HMS Glorious s doprovodnými torpédoborci HMS Ardent a HMS Acasta. V únoru 1942 Scharnhorst a Gneisenau při operaci Cerberus dokázaly uniknout Lamanšským průlivem z Francie do Německa, což ve Velké Británii vyvolalo poprask. Krátce poté však byl Gneisenau v Kielu těžce poškozen přímým zásahem letecké 454kg pumy a do konce války nebyl opraven. Roku 1945 jej Němci potopili, aby zablokovali přístup do Gdyně. Sesterský Scharnhorst se roku 1943 zapojil do operací proti spojeneckým konvojům do Sovětského svazu. V prosinci 1943 byl při operaci proti konvoji JW-55B potopen britským královským námořnictvem v bitvě u Severního mysu.

## Stavba

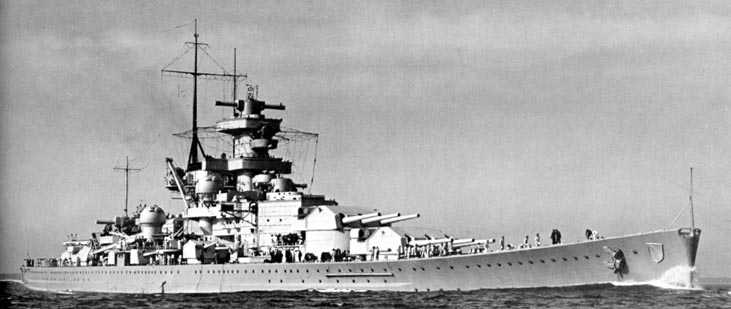
Scharnhorst s původní rovnou přídí

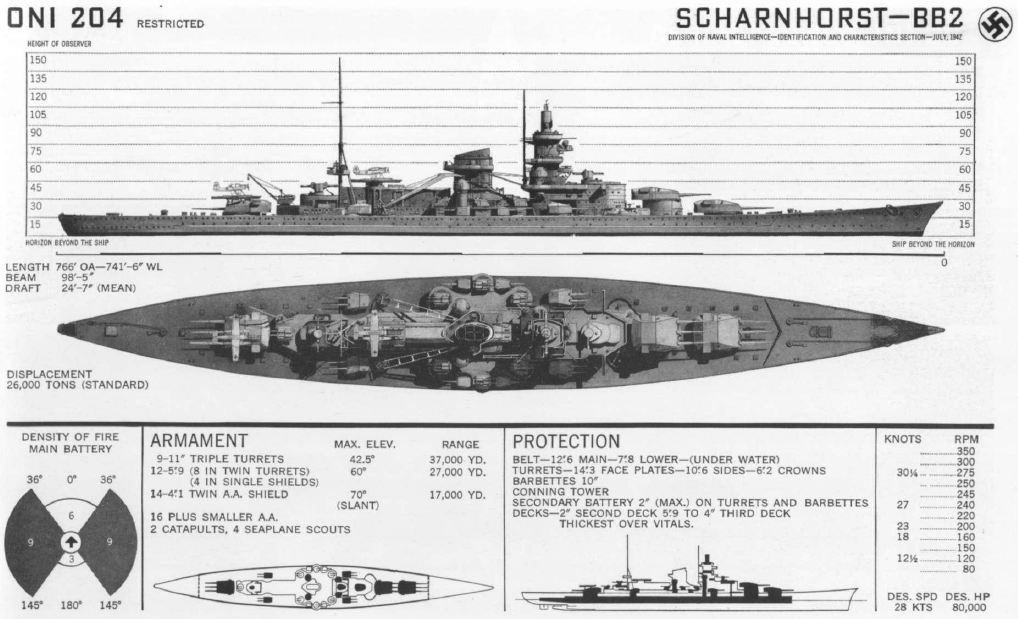
Ilustrace vzhledu bitevního křižníku třídy Scharnhorst

Roku 1933 byla odsouhlasena stavba čtvrté a páté jednotky pancéřových lodí třídy Deutschland. Německý vůdce Adolf Hitler si původně představoval plavidla se stejnou rychlostí a výzbrojí šesti 280mm kanónů ve třídělových věžích, jako měla třída Deutschland, ale se zesíleným pancéřováním a výtlakem 19 000 tun. Naopak námořnictvo tento návrh považovalo za nevyvážený a chtělo výzbroj plavidel posílit o třetí dělovou věž, čímž by výtlak narostl na 30 000 tun. Reagoval tak i na stavbu francouzských bitevních křižníků třídy Dunkerque. Hitler takové řešení nechtěl kvůli reakci Velké Británie na porušení limitů versailleské smlouvy (maximální výtlak válečné lodě 10 000 tun a ráže kanónů 280 mm), ale námořnictvo prosadilo, že nová třída vycházela z jeho požadavků.
Anglo-německá námořní dohoda z roku 1935 navíc německému námořnictvu povolila expanzi na 35% tonáže britského královského námořnictva u bitevních lodí, letadlových lodí, křižníků a torpédoborců a 45% tonáže ponorek. Výrazně také zvětšila limity výtlaku jednotlivých plavidel a ráži hlavní výzbroje až na 406 mm. Výzbroj třídy Scharnhorst byla přesto omezena na 280mm kanóny, neboť vývoj 380mm kanónů by znamenal výrazné zdržení jejich stavby a Hitler chtěl z politických důvodů nová plavidla získat co nejdříve. Kvůli tomu byly bitevní křižníky třídy Scharnhorst rychlé a dobře pancéřované, ale zaostávaly svou palebnou silou. Dvoudělové věže s 380mm kanóny proto dostala až následující třída Bismarck. Později plánované přezbrojení třídy Scharnhorst dvoudělovými věžmi s 380mm kanóny se neuskutečnilo.
Postaveny byly dvě jednotky této třídy. Scharnhorst postavila v letech 1935–1939 loděnice Kriegsmarinewerft Wilhelmshaven (KMW) ve Wilhelmshavenu. Jeho sesterskou loď Gneisenau postavila v letech 1935–1938 loděnice Deutsche Werke v Kielu. Křižníky dostaly stejná jména jako roku 1914 v bitvě u Falkland potopené pancéřové křižníky třídy Scharnhorst.
Jednotky třídy Scharnhorst:
| Jméno       | Loděnice                        | Založení kýlu   | Spuštěna         | Vstup do služby | Status |
| ----------- | ------------------------------- | --------------- | ---------------- | --------------- | --- |
| Scharnhorst | Kriegsmarinewerft Wilhelmshaven | 15. června 1935 | 3. října 1936    | 7. ledna 1939   | Dne 26. prosince 1943 potopen v bitvě u Severního mysu. |
| Gneisenau   | Deutsche Werke, Kiel            | 6. května 1935  | 8. prosince 1936 | 21. května 1938 | Roku 1942 vážně poškozen nálety, oprava nebyla dokončena a hlavní výzbroj byla přesunuta do pobřežních baterií. Dne 23. března 1945 potopen vlastní posádkou, aby zablokoval vjezd do přístavu Gdyně. Později byl sešrotován. |

## Konstrukce

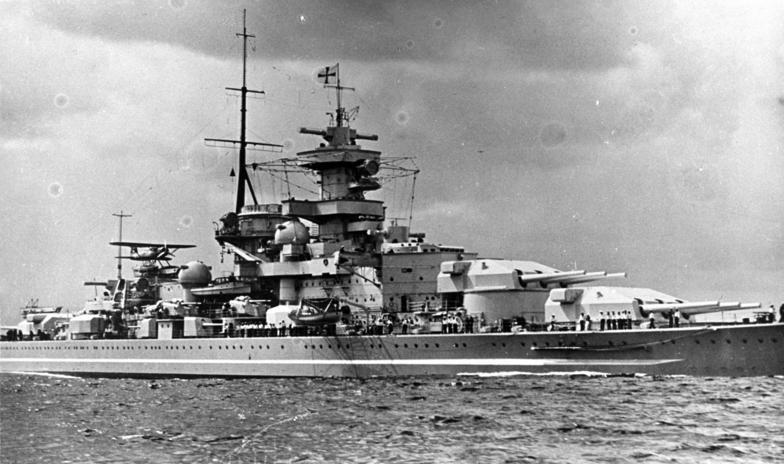
Hlavní nástavba Gneisenau s příďovými dělovými věžmi

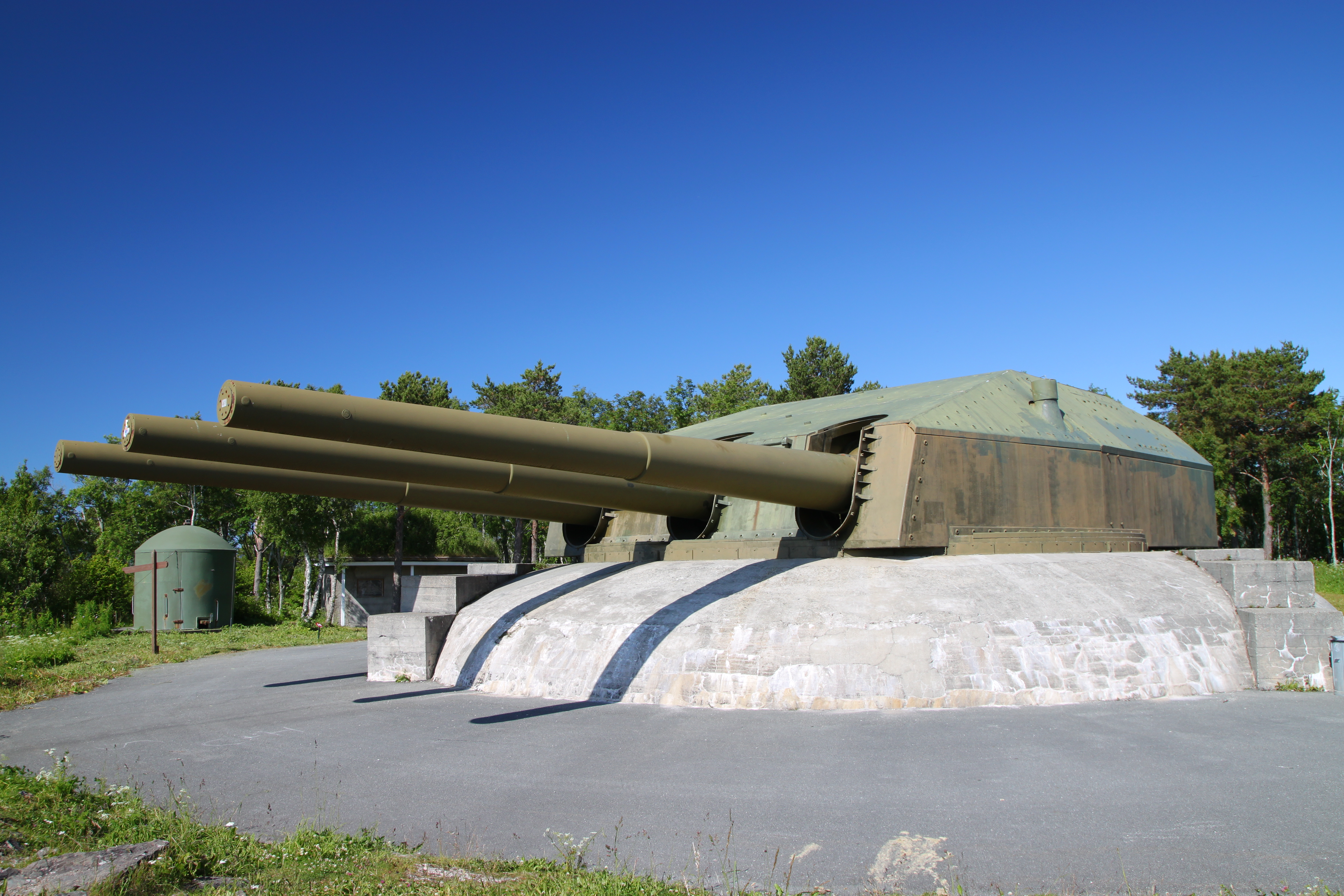
Z Gneisenau sejmutá dělová věž se dochovala v pevnosti Austrått v Norsku

Pancéřování plavidel mělo hmotnost 14 245 t, tedy 44% jeho výtlaku. Hlavní boční pancíř měl sílu až 350 mm. Využita byla legovaná chromniklová ocel Wotan firmy Krupp. Hlavní výzbroj představovalo devět 280mm kanónů, umístěných ve třech dělových věžích v ose lodi. Dvě věže stály na přídi a jedna na zádi. Sekundární výzbrojí bylo dvanáct 150mm kanónů ve čtyřech dvoudělových a čtyřech jednodělových věžích. Doplňovalo je čtrnáct 105mm kanónů, šestnáct 37mm kanónů a osm 20mm kanónů. Za dvou katapultů mohly operovat až čtyři průzkumné hydroplány (Heinkel He 60, Arado Ar 196). Pohonný systém tvořilo dvanáct kotlů Wagner a tři parní turbíny (Scharnhorst turbíny Brown-Boveri a Gneisenau turbíny Germania) o výkonu 160 100 hp, pohánějící tři lodní šrouby. Nejvyšší rychlost dosahovala 32 uzlů. Scharnhorst měl dosah 7100 námořních mil při rychlosti 19 uzlů a jeho sesterská loď 6200 námořních mil při 19 uzlech.

### Modifikace
V letech 1938–1939 obě plavidla dostala novou prodlouženou  tzv. atlantickou příď, která zlepšovala jejich nautické vlastnosti v rozbouřených vodách Atlantiku. Jejich celková délka se tím zvětšila na 234,9 m. Dále dostaly zaoblené vyústění komína a odstraněn byl katapult na zadní dělové věži. Průběžně byla posilována lehká protiletadlová výzbroj. Scharnhorst byl dále vybaven dvěma trojitými 533mm torpédomety.
Když byl spojeneckým letectvem roku 1942 vážně poškozen Gneisenau, v rámci oprav ve Gdyni mělo dojít k jeho přezbrojení 380mm kanóny ve dvoudělových věžích, což vyžadovalo i prodloužení přídě o deset metrů. Práce byly zastaveny roku 1943. Mezitím sejmuté 280mm a 150mm kanóny byly využity v pobřežních bateriích.